# Збироги
Збиро́ги (бел. Збірогі) — деревня в Брестском районе Брестской области Белоруссии. Входит в состав Чернинского сельсовета. Население — 237 человек (2019).

## География
Деревня Збироги расположена в 15 км к северо-востоку от центра города Брест и на расстоянии 9 км по автодорогам к востоку от агрогородка Черни, на автодороге Н-148 «Тельмы — Жабинка». Местность принадлежит бассейну Вислы, южнее деревни находятся мелиорационные каналы со стоком в реку Мухавец. Деревня соединена местными дорогами с окрестными деревнями. В двух километрах от деревни находится ж/д платформа Харитоны (линия Барановичи — Брест).

## Этимология
Название происходит от фамилии «Сбирог» славянского или ятвяжского происхождения.

## История
Согласно письменным источникам поселение известно с XVI века как казённая собственность в Брестском старостве Трокского воеводства. В 1502 году здесь существовала православная церковь. После административно-территориальной реформы середины XVI века в Великом княжестве Литовском вошло в состав Берестейского воеводства, где было центром Збироговского войтовства. В 1568 году имение принадлежало роду Рущицов, затем перешло к Пацам. В 1610 году в деревне на средства княгини Агаты Пац построена деревянная униатская церковь Св. Параскевы Пятницы.
После третьего раздела Речи Посполитой (1795) в составе Российской империи, с 1801 года — в Гродненской губернии. В 1862 году открыто народное училище. После подавления польского восстания 1863 года униатская церковь была преобразована в православную. Собственником имения в середине XIX века был граф Грабовский. В 1886 году село было центром Збироговской волости Кобринского уезда; по переписи 1897 года здесь было 4 двора, две церкви, корчма, волостное правление и народное училище.
В Первую мировую войну с 1915 года оккупирована германскими войсками. Согласно Рижскому мирному договору (1921) деревня вошла в состав межвоенной Польши, где была центром гмины Збироги Кобринского повета Полесского воеводства. В 1921 году здесь было 11 дворов и действовал костёл.
С 1939 года в составе БССР, в 1940 году — 26 дворов; в том же году начала работать 7-летняя школа вместо начальной. В январе 1949 года образован колхоз «Путь Ленина», в который вступили 25 хозяйств из 27. Колхоз имел 110 га пашни и 30 га сенокоса, а также 17 лошадей. В 1956 году в деревне установлен обелиск в память о земляках, погибших в годы Великой Отечественной войны (заменён в 2013 году). В состав деревни вошла деревня Максимы (83 человека в 1858 году, 143 жителя в 1905-м, 13 дворов и 64 жителя в 1921-м).

## Население
На 1 октября 2018 года насчитывался 221 житель в 92 домохозяйствах, из них 56 младше трудоспособного возраста, 126 — в трудоспособном возрасте и 39 — старше трудоспособного возраста.

## Инфраструктура
- Действуют фельдшерско-акушерский пункт, магазин, есть кладбище[5]. До недавнего времени работали основная школа, отделение связи, клуб и библиотека.
- Работают молочно-товарная ферма[7], зернохранилище и ремонтная мастерская.

## Достопримечательности

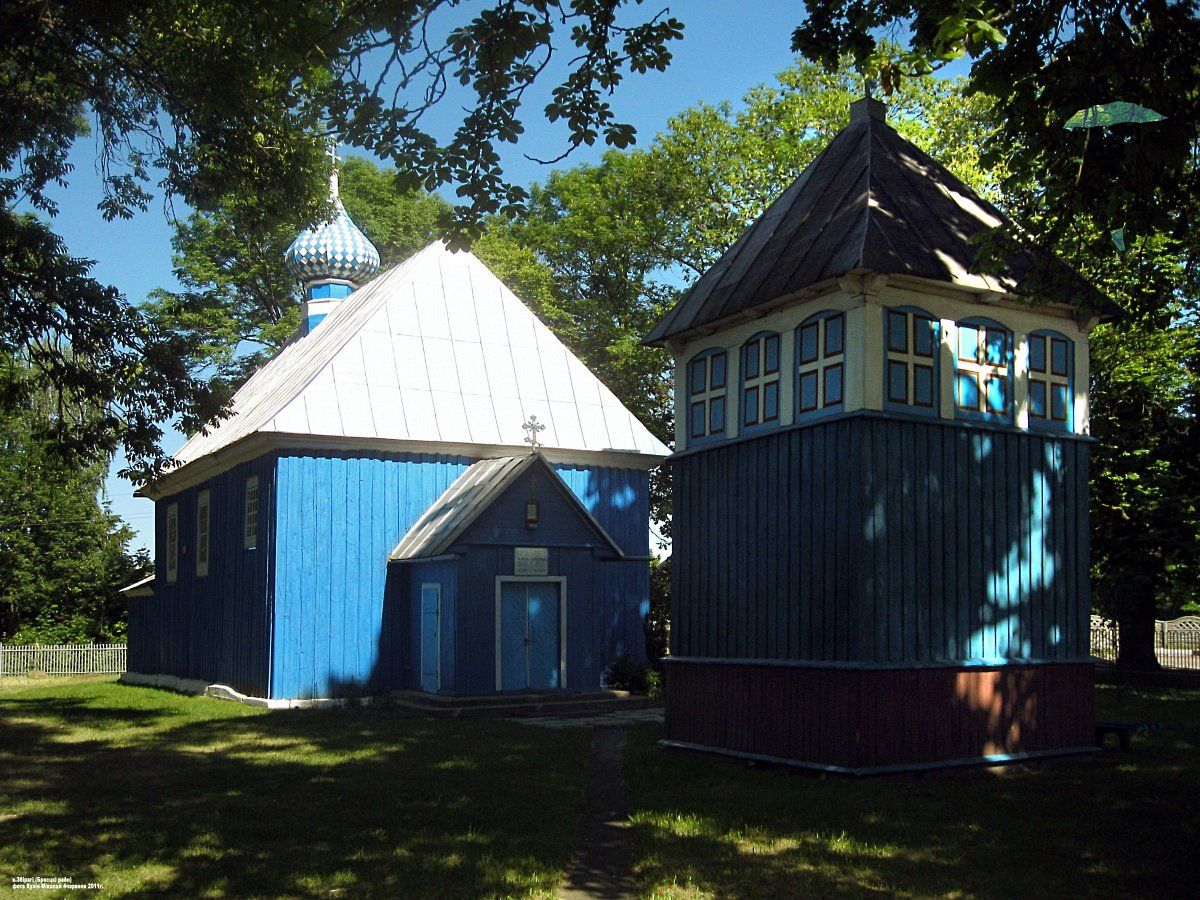
Церковь Святой Параскевы Пятницы

- Церковь Святой Параскевы ПятницыДеревянная православная церковь Святой Параскевы Пятницы со звонницей (1610 год), памятник архитектуры. Построена как униатская, в середине XIX века передана православным. В межвоенной Польше принадлежала католикам, а после Великой Отечественной войны вновь передана православным. Включена в Государственный список историко-культурных ценностей Республики Беларусь[8]  Историко-культурная ценность Республики Беларусь, шифр 112Г000089